# Löwisohn Salamon
Löwisohn Salamon (Mór, 1788 – Mór, 1822. április 25.) zsidó költő és tudós.

## Életpályája
Apja jeles talmudista volt, ő tanította fiát és az annak szülővárosában levő kapucinus-iskolába járatta. 13 éves korában már járatos volt a héber nyelvben és a Biblia ismeretében. 1811-ben Prágába költözött, ahol a latin, görög, francia, olasz és német nyelvekben és irodalomban jártasságot szerzett és héber nyelvismereteit gyarapította. 1813-ban még a felsőbb mennyiségtanban képezte magát, a megfeszített tanulás azonban megrongálta egészségét. 1814-ben Anton Edler von Schmidt bécsi könyvnyomdájában korrektori állást vállalt, a héber munkák korrektora lett. Ez a hivatal javított ínséges helyzetén és egyszersmind a bécsi művelt zsidó körökhöz is közelebb hozta. 1820-ban otthagyta az állást és csekély keresetéből a tudományoknak élt. Azonban hamarosan őrültség jelei mutatkoztak rajta. 1821-ben szülőfalujába költözött, ott is hunyt el egy évvel később.
Költeményei élénk fantáziát és finom formai érzéket árulnak el, nyelvezete erőteljes.

## Munkái
- Szícha Beolam Hansamoth. Prága, 1812. (Beszélgetés a túlvilágon Kimchi David és Bril Joel közt, nyelvtani magyarázatokkal.)
- Beth Haoszef. Uo. 1812. (Nyelvészeti s nyelvtani fejtegetések.)
- Meliczáth jesurun. Uo. 1816. (Zsidó poetika.)
- Mechkeré árecz. Bécs, 1820. (A föld tájai, bibliai földrajz.)
- Vorlesungen über die neuere Geschichte der Juden I. Uo. 1820.
- Biblische Geschichte, enthaltend eine Beschreibung aller Länder, Meere, Land-Seen, Flüsse, Bäche, die im Alten Testamente vorkommen ... Aus dem Hebräischen. Uo. 1821. Térképpel.

Írt még költeményeket és cikkeket a zsidó folyóiratokba.